# Peter Kresnik
Peter Kresnik, slovenski gradbeni inženir, * 25. junij 1850, Vuzenica, † 23. marec 1928, Brno.
Po diplomi leta 1876 na Tehniški visoki šoli v Gradcu je na Dunaju nadaljeval študij poljedelstva ter leta 1882 doktoriral na Univerzi v Leipzigu. V letih 1883−1893 je bil svetovalec pri gradnji državnih železnic. Od 1889 je predaval na Tehniški visoki šoli in Visoki šoli za poljedelstvo na Dunaju, od 1889 kot redni profesor in od leta 1893 vodne gradnje na Tehniški visoki šoli v Brnu. Dr. Peter Kresnik je bil med vodilnimi hidrotehniki v Evropi in zaslužen za razvoj hidrotehniške stroke.